# Nurdinjon Ismoilov
Nurdinjon Moʻydinxonovich Ismoilov ou Nurdinjon Moʻydinxonovich Ismailov (en ouzbek : Нурдинжон Мўйдинҳoнович Исмоилов, en russe : Нурдинжон Муйдинханович Исмоилов Nourdindjon Mouïdinkhanovitch Ismoilov, né le 20 janvier 1959 dans la région de Namangan dans la RSS d’Ouzbékistan en Union Soviétique) est un homme d'État ouzbek. Il est président de la Chambre législative depuis le 12 janvier 2015.

## Biographie
Nurdinjon Ismoilov gradue de l'Université d'État de Tachkent en droit en 1980. En 1995, il est élu député pour le Parti démocratique du peuple d'Ouzbékistan dans la circonscription de Chortoq. Plus tard, il devient président de la commission des affaires législatives et judiciaire de la province de Namangan. Entre 2001 et 2002, il devient conseiller spécial du président Islam Karimov,. En 2008, alors qu'il est président du comité de législation, il est un important supporteur d'une loi qui empêcherait des candidatures sans étiquette en Ouzbékistan, argumentant que cela empêcherait des personnes issus du crime organisé de ce présenté dans le but de recevoir l'immunité parlementaire. Le 12 janvier 2015, il est élu pour être le prochain président de la Chambre législative,,,.